# Big Blue Ball
Big Blue Ball ist ein von dem englischen Singer-Songwriter und Rock-Musiker Peter Gabriel initiiertes Kompilations-Album, dessen Lieder von verschiedenen Künstlern aufgenommen wurden. Es wurde am 28. Juli 2008 von Real World Records veröffentlicht.

## Hintergrund
Big Blue Ball ist das Ergebnis einer internationalen Projektarbeit über mehrere Jahre hinweg, die Peter Gabriel mit dem walisische Musiker Karl Wallinger (bekannt als Mitglied von World Party und The Waterboys) verwirklichte.
1991 hatte Peter Gabriel ein Problem. Seine Real World Studios hatten eine Reihe von Blockbuchungen an erfolgreiche Bands wie New Order vergeben, so dass keine Zeit für weniger bekannte Künstler seines Labels Real World Records blieb, die nur ein oder zwei Tage im Studio arbeiten wollten. Seine Lösung bestand darin, eine Woche für Künstler mit geringerem Budget zur Verfügung zu stellen und sie einzuladen, die Einrichtungen seines Studios mitzubenutzen. Auf diese Weise kamen Musiker aus verschiedenen Teilen der Welt, die eine Vielzahl von Stilen spielten, zur gleichen Zeit an einen Ort. Das Ergebnis war außerordentlich anregend für Peter Gabriel selbst, seinen Mitkurator Karl Wallinger und die Künstler selbst. Der Erfolg dieser ersten Aufnahmewoche veranlasste Gabriel und Wallinger, die Übung 1992 und 1995 zu wiederholen. Das Studio-Sharing-Projekt erhielt den Arbeitstitel Big Blue Ball, in Anlehnung an den Kommentar eines Astronauten, der die Erde zum ersten Mal aus dem Weltraum sah. Wenn man das Ganze von einem Raumschiff aus sehen kann, erscheinen alle Trennungen zwischen menschlichen Gemeinschaften und Kulturen sowohl willkürlich als auch lächerlich.
Zu den Musikern auf dem Album gehören Wendy Melvoin von Wendy & Lisa, Sinéad O’Connor, Karl Wallinger, Natacha Atlas und Papa Wemba. Peter Gabriel übernahm bei drei Liedern des Albums den Hauptgesang und wirkte bei fünf Liedern als Musiker mit. Das Album bietet eine Mischung aus westlichen, afrikanischen und asiatischen Musikern.

## Entstehung
Das Album entstand aus den Aufnahmen innerhalb von drei Wochen in Peter Gabriels Real World Studios in den Sommern der Jahre 1991, 1992 und 1995.
Big Blue Ball wurde über einen Zeitraum von mehr als 18 Jahren produziert und ist ein Projekt, bei dem mehrere Künstler aus der ganzen Welt zusammenarbeiten. Gabriel sagte, dass die ersten Aufnahmen zwar bereits 1995 abgeschlossen waren, aber „die Bänder in einem Durcheinander zurückgelassen wurden und es so lange gedauert hat, sie zu sortieren.“ Der Produzent Stephen Hague (u. a. Pet Shop Boys) wurde schließlich hinzugezogen, um das Projekt in Ordnung zu bringen.
Das Gesamtalbum wurde von Peter Gabriel, Stephen Hague und Karl Wallinger produziert. Die Originalaufnahmen wurden von Peter Gabriel und Karl Wallinger produziert. Ausnahme war Altus Silva, das von Éric Mouquet und Michel Sanchez (Deep Forest) produziert wurde. Abgemischt wurden die Titel des Albums von Tchad Blake, außer Habibe, das von Stephen Hague und Everything Comes From You, das von Richard Chappell abgemischt wurde.
Die Entstehung der einzelnen Titel wird im zugehörigen Booklet und auf der Webseite von Real World Records kommentiert.

## Veröffentlichung
Die Europapremiere von Big Blue Ball fand am 11. Juni 2008 in der Stadt Aachen statt. In den Vereinigten Staaten wurde das Album am 24. Juni 2008 eingeführt. „Nach all den Jahren ist es ein guter Wein, der getrunken werden kann“, sagte Peter Gabriel dazu. „Es war der größte Spaß, den ich je beim Musikmachen hatte. “ Das Album wurde dank der Initiative eines Risikokapital-Fonds veröffentlicht. Die Chefs der in London ansässigen Firma Ingenious sammelten mehr als 4 Millionen Dollar (2 Millionen Pfund), um die Veröffentlichung in den USA zu unterstützen. Die Risikokapitalgeber, Peter Gabriel und seine Partner von Real World Limited gründeten ein neues Joint-Venture-Unternehmen, High Level Recordings Limited, um die Veröffentlichung des Albums zu überwachen. Der neue Vertrag deckt das nordamerikanische Gebiet ab, wo Gabriel zu diesem Zeitpunkt nicht unter Vertrag stand. Der weltweite Vertrieb des Albums wurde von Proper Music Distribution übernommen.
Das erste Lied, das aus dem Projekt heraus veröffentlicht wurde, war Whole Thing, das auf dem Soundtrack-Album für die TV-Serie Long Way Down von 2007 enthalten war. Eine Version von Burn You Up, Burn You Down war jedoch bereits auf Gabriels Kompilationsalbum mit dem Namen Hit enthalten, das am 3. November 2003 veröffentlicht wurde, wobei eine Radiobearbeitung als Single erschien.
Es gibt zwei verschiedene CD-Ausgaben des Albums mit unterschiedlichen Covern. Auf beiden Ausgaben sind jedoch die gleichen Titel enthalten.
Eine auf 1000 Exemplare limitierte Auflage des Albums wurde auf blauem Vinyl von Rykodisc veröffentlicht.
Die digitalen Download-Versionen des Albums enthalten je nach Land unterschiedliche Bonus-Inhalte. UK-Download-Stores enthalten den Track Whole Thing (Adrian Sherwood & Jazzwad Remix). Die US-Download-Stores enthalten den Track Habibe (Stefan Goodchild Remix) und ein digitales Booklet. Beide Versionen enthalten das Video Story of the Big Blue Ball, Pt. 1.

## Titelliste

### Hauptalbum
1. Whole Thing (Original Mix) – 5:27
  - mit: Francis Bebey, Alex Faku, Tim Finn, Peter Gabriel, Karl Wallinger, Andy White
  - geschrieben von: Alex Faku, Tim Finn, Peter Gabriel, Geoffrey Oryema, Karl Wallinger, Andy White
2. Habibe – 7:12
  - mit: Natacha Atlas, Hossam Ramzy, Neil Sparkes, The Hossam Ramzy Egyptian Ensemble (Adel Eskander, Wael Abu Bakr, Momtaz Talaat)
  - geschrieben von: Natacha Atlas, Hossam Ramzy, Vernon Reid, Neil Sparkes
3. Shadow – 4:28
  - mit: Juan Manuel Cañizares, Papa Wemba
  - geschrieben von: Juan Manuel Cañizares, Peter Gabriel, Karl Wallinger, Shungu Wembadio
4. Altus Silva[Anm. 1] – 6:07
  - mit: Joseph Arthur, Ronan Browne, Deep Forest, James McNally, Iarla Ó Lionáird, Vernon Reid
  - geschrieben von: Joseph Arthur, Iarla Ó Lionáird, Ronan Browne, James McNally, Deep Forest (Éric Mouquet und Michel Sanchez)
5. Exit Through You – 5:52
  - mit: Joseph Arthur, Peter Gabriel, Karl Wallinger
  - geschrieben von: Joseph Arthur, Peter Gabriel
6. Everything Comes From You – 4:42
  - mit: Richard Evans, Joji Hirota, Sevara Nazarxon, Sinéad O’Connor, Guo Yue
  - geschrieben von: Joji Hirota, Sinéad O’Connor
7. Burn You Up, Burn You Down – 4:30
  - mit: Billy Cobham, Peter Gabriel, The Holmes Brothers, Wendy Melvoin, Arona N’Diaye, Jah Wobble
  - geschrieben von: Peter Gabriel, Neil Sparkes, Karl Wallinger
8. Forest – 6:16
  - mit: Levon Minassian, Arona N’Diaye, Vernon Reid, Hukwe Zawose
  - geschrieben von: Levon Minassian, Arona N’Diaye, Chuck Norman, Hukwe Zawose
9. Rivers – 5:45
  - mit: Vernon Reid, Márta Sebestyén, Karl Wallinger
  - geschrieben von: Márta Sebestyén
10. Jijy – 4:00
  - mit: Arona N’Diaye, Rossy, Jah Wobble
  - geschrieben von: Peter Gabriel, Rossy, Karl Wallinger, Jah Wobble
11. Big Blue Ball – 4:52
  - mit: Peter Gabriel, Manu Katché, Karl Wallinger
  - geschrieben von: Karl Wallinger

Gesamtspielzeit: 59:01

### Bonustracks
1. Habibe (Stefan Goodchild Remix) (US digitaler Download Bonustrack)
2. Whole Thing (Adrian Sherwood & Jazzwad Remix) (UK digitaler Download Bonustrack)
3. Story of the Big Blue Ball, Pt. 1 (digitaler Download Bonusvideo)

## Mitwirkende

### Musiker
1. Whole Thing (Original Mix)
  - Paul Allen – E-Gitarre
  - Francis Bebey – Flöten
  - Tchad Blake – Toms
  - Alex Faku – Nord Brass, Begleitgesang
  - Tim Finn – Begleitgesang
  - Peter Gabriel – Hauptgesang, Keyboards
  - Chuck Norman – Musikprogrammierung
  - Karl Wallinger – E-Gitarre
  - Andy White – Begleitgesang

Veröffentlicht von: Gallo Music Publishers/Mushroom Music Pty/Real World Music Ltd./WOMAD Music Ltd./Universal Music Publishing/Reverb Music Ltd.
2. Habibe
  - Natacha Atlas – Gesang
  - Stephen Hague – Keyboards
  - The Hossam Ramzy Egyptian Ensemble (Wael Abu Bakr, Adel Eskander, Momtaz Talaat) – Streicher
  - Chuck Norman – Programmierung
  - Hossam Ramzy – Schlagzeug, Perkussion
  - Neil Sparkes – Schlagzeug, Perkussion
  - Tim Whelan – Saz

Veröffentlicht von: Annie Reed Music/Hossam Ramzy PRS, MCPS & PAMRA/copyright control/Real World Music Ltd.
3. Shadow
  - Reddy Amisi – Begleitgesang
  - Tchad Blake – Rahmentrommel
  - Juan Manuel Cañizares – E-Gitarre
  - Laurent Coatalen – Bongos
  - Alan Gyorffy – Perkussion
  - The Papa Wemba Band – Perkussion
  - Papa Wemba – Gesang

Veröffentlicht von: JMC Music Productions S.L./Real World Music Ltd./Universal Music Publishing/Real World Works Ltd.
4. Altus Silva
  - Joseph Arthur, Iarla Ó Lionáird – Gesang
  - Tchad Blake – Keyboards, Harmonium und Flöte wie Körperglocken (englisch: harmonium and flute like body bells)
  - Ronan Browne – Uilleann Pipes
  - Deep Forest (Éric Mouquet und Michel Sanchez) – Piano, Keyboards
  - Noel Ekwabi – Bassgitarre
  - James McNally – Tin Whistle, Low Whistle
  - Chuck Norman – Programmierung
  - The Papa Wemba Band – Conga
  - Vernon Reid – E-Gitarren-Synthesizer

Veröffentlicht von: Real World Music Ltd./ WOMAD Music Ltd./Editions La Paya (Catalogue YEAA Music)/Michel Sanchez Music (MSM)
5. Exit Through You
  - Justin Adams – Begleitgesang
  - Joseph Arthur – Gesang, E-Gitarre
  - Tchad Blake – Shaker, Tamburin, Bassgitarre
  - Peter Gabriel – Gesang, Bassgitarre, Keyboards
  - Chuck Norman – Programmierung
  - Karl Wallinger – E-Gitarre, Begleitgesang

Veröffentlicht von: Real World Music Ltd.
6. Everything Comes From You
  - Richard Evans – E-Gitarre, Mandoline, Blockflöte
  - Rupert Hine – Keyboards
  - Joji Hirota – Schlagzeug, Perkussion, Chinesische Trommel
  - Ged Lynch – Schlagzeug
  - Sevara Nazarxon – Begleitgesang
  - Sinéad O’Connor – Gesang
  - Angie Pollock – Piano
  - Guo Yue – Flöten

Veröffentlicht von: WOMAD Music Ltd./EMI Music Publishing
7. Burn You Up, Burn You Down
  - Justin Adams – E-Gitarre
  - Tchad Blake – E-Gitarre-Synthesizer, Orgel, Skin Shake, Hi-Hat, Rahmentrommel
  - Billy Cobham – Schlagzeug
  - Peter Gabriel – Gesang, Keyboards
  - The Holmes Brothers (Wendell Holmes, Sherman Holmes und Popsi Dixon) – Begleitgesang
  - Wendy Melvoin – Bassgitarre
  - Arona N’Diaye – Djembé, Sabar
  - Chuck Norman – Programmierung
  - David Rhodes – E-Gitarre
  - Jules Shear – Begleitgesang
  - Karl Wallinger – Begleitgesang
  - Jah Wobble – Bassgitarre

Veröffentlicht von: Real World Music/Universal Publishing Ltd.
8. Forest
  - Stephen Hague – Programmierung
  - Levon Minassian – Duduk
  - Arona N’Diaye – Perkussion
  - Chuck Norman – Programmierung
  - Vernon Reid – E-Gitarre
  - Hukwe Zawose – Gesang

Veröffentlicht von: Explorians/Copyright Control/WOMAD Music Ltd.
9. Rivers
  - Peter Gabriel – Bordun
  - Stephen Hague – Akkordeon
  - Chuck Norman – Bordun, River Pad, allgemeine Programmierung
  - Vernon Reid – E-Gitarren-Synthesizer
  - Márta Sebestyén – Hauptgesang, Flöte
  - Karl Wallinger – Bassgitarre

Veröffentlicht von: Kismet Bt.
10. Jijy
  - Alan Gyorffy – Schlagzeug, Vibraphon
  - Stephen Hague – Programmierung
  - Arona N’Diaye – Perkussion
  - Chuck Norman – Programmierung
  - Rossy – Gesang
  - Jah Wobble – Bassgitarre

Veröffentlicht von: Real World Music Ltd./Heaven Music PRS MCPS/Universal Music Publishing/Copyright Control
11. Big Blue Ball
  - Tchad Blake – Kick Trommel, Glocken
  - Peter Gabriel – Piano, Orgel, Keyboards, Solo Keyboards
  - Stephen Hague – Akkordeon
  - Manu Katché – Schlagzeug
  - Chuck Norman – Programmierung
  - Karl Wallinger – Gesang, Akustische Gitarre, Bassgitarre, Keyboards

Veröffentlicht von: Universal Music Publishing

### Technische Unterstützung
- Marc Bessant – Grafikdesign (Real World Design)
- Tchad Blake – Mixing
- David Bottrill – Tonaufnahme
- Andrew Catlin – Fotografie
- Richard Chappell – Tonaufnahme, Mixing
- Tony Cousins – Mastering bei Metropolis Mastering, London
- Tim Cumming – Text in der Schallplattenhülle (Sleeve Notes)
- Richard Evans – Tonaufnahme
- Ben Findlay – Tonaufnahme
- Peter Gabriel – Musikproduktion, Musikproduktion (Originalaufnahmen), Text im CD-Booklet (Liner Notes)
- Paul Grady – Tonaufnahme
- Stephen Hague – Musikproduktion, Mixing
- Marco Migliari – Tonaufnahme
- Éric Mouquet – Musikproduktion (Originalaufnahmen)
- Michel Sanchez – Musikproduktion (Originalaufnahmen)
- Alex Swift – Tonaufnahme
- Alan Tabrett – CGI-Künstler (3D)
- York Tillyer – Fotografie
- Karl Wallinger – Musikproduktion, Musikproduktion (Originalaufnahmen)
- Pete Williams – Fotografie